# 西游记之大圣归来 (游戏)
《西游记之大圣归来》（又译作）是一款由索尼互动娱乐、绿洲游戏和十月文化工作室联合出品的动作角色扮演游戏，由日本HexaDrive工作室开发并在PlayStation 4和Windows平台发售。游戏改编自2015年上映的高人气中国动画电影《西游记之大圣归来》。在游戏中玩家将扮演孙悟空一路斩妖除魔将江流儿送回长安。
游戏在2017年7月的PlayStation中国发布会上正式公布，2019年8月宣布将同时登陆PlayStation 4和Windows平台。游戏2019年10月16日在中国大陆首发，次日在全球发售。

## 评价
游戏发售后，多数玩家不认可其品质并给出差评。2019年10月17日，敖厂长在bilibili发布《中国超强游戏IP登陆Steam》，为这款游戏推广。他在视频中大力称赞游戏的制作和表现，但许多玩家遊玩後发现游戏的品质与敖厂长口中描述不符，引发部分網友口诛笔伐。此后敖厂长发文致歉，称自己一味追求合同要求的推广效果，而摒弃了杂谈视频应有的客观性，视频也在之后被删除。